# Arbeitsverhältnis
Ein Arbeitsverhältnis ist die rechtliche und soziale Beziehung zwischen Arbeitgeber und Arbeitnehmer, die durch einen Arbeitsvertrag zustande kommt.

## Allgemeines
Im Arbeitsvertrag ist geregelt, dass der Arbeitnehmer bestimmte Arbeitsleistungen zu erbringen hat, während der Arbeitgeber als wichtigste Gegenleistung die Verpflichtung zur Zahlung des Arbeitsentgelts übernimmt. Der Arbeitsvertrag ist eine Art des Dienstvertrages (§§ 611 ff. BGB), bei dem – im Gegensatz zum Werkvertrag – der Arbeitnehmer eine Leistung (Bemühung) schuldet, aber keinen Erfolg. Beim Dienst- und Arbeitsvertrag genügt mithin das bloße Tätigwerden. Das Arbeitsentgelt ist nach § 612 Abs. 2 BGB die Folge eines Arbeitsverhältnisses und vom Arbeitgeber nach erfolgter Arbeitsleistung zu erbringen (§ 614 BGB), der Arbeitnehmer ist also zur Vorleistung verpflichtet. Das Arbeitsverhältnis beginnt nach der Vertragstheorie mit dem Abschluss des Arbeitsvertrages, nicht aber mit der späteren Eingliederung des Arbeitnehmers in den Betrieb. Mit Arbeitsbeginn muss der Arbeitnehmer seine Arbeitsleistung während der Arbeitszeit erbringen und bis zum Arbeitsende fortsetzen. Das Arbeitsverhältnis hat den Charakter eines Dauerschuldverhältnisses.
Beim Betriebsübergang tritt der erwerbende Arbeitgeber in die Rechte und Pflichten aus den im Zeitpunkt des Übergangs bestehenden Arbeitsverhältnissen ein (§ 613a Abs. 1 BGB). Das Bundesarbeitsgericht (BAG) entschied bereits im Dezember 1957, dass für das Arbeitsverhältnis auch der Allgemeine Teil des BGB gilt (etwa Anfechtung, arglistige Täuschung), es sei denn, einzelne Vorschriften sind mit dem Wesen und Inhalt eines Arbeitsverhältnisses unvereinbar. Ein Arbeitsverhältnis endet insbesondere
- mit Ablauf der vertraglichen Befristung oder
- mit Erreichen der Regelaltersrente oder
- durch Aufhebungsvertrag oder
- durch Kündigung.

## Arten
Das Statistische Bundesamt versteht unter einem Normalarbeitsverhältnis ein abhängiges Beschäftigungsverhältnis, „das in Vollzeit und unbefristet ausgeübt wird“. Mit zeitlich unbefristeten Normalarbeitsverhältnissen ist eine Reihe von gesetzlichen und tariflichen Schutzbestimmungen verknüpft. Merkmale sind Vollzeitbeschäftigung, regelmäßige Arbeitszeit von bestimmter Dauer und zeitlicher Verteilung, konstanter Arbeitsplatz, vorhandene Interessenvertretung für Arbeitsbedingungen oder die dauerhafte Stabilität des Arbeitnehmerstatus. Fehlt es an einem dieser Merkmale, liegt ein atypisches Arbeitsverhältnis vor. Es besitzt hiervon abweichende Merkmale, die zu arbeitsrechtlichen oder sozialversicherungsrechtlichen Benachteiligungen des Arbeitnehmers führen können. Hierzu gehören insbesondere Altersteilzeit, Befristetes Arbeitsverhältnis, freie Mitarbeiter, geringfügige Beschäftigung, Heimarbeit, Kettenarbeitsverhältnis, Leiharbeit, Praktikum, Scheinselbständigkeit, Telearbeit oder Zeitarbeit. Atypische Arbeitsverhältnisse (prekäre Arbeit) entstanden im Rahmen der Flexibilisierung des Arbeitsmarktes, um die Arbeitslosigkeit zu verringern. Außerdem gibt es Erwerbsformen, die nicht dem Arbeitsrecht unterliegen, z. B. das Dienstverhältnis von  Beamten, Soldaten und Richtern sowie die Beschäftigung auf der Grundlage von unbefristeten Dienstverträgen oder sachbezogen definierten Honorarverträgen. Im allgemeinen Sprachgebrauch gibt es zudem Sonderformen des Arbeitsverhältnisses, zum Beispiel Studentenjobs, Aushilfstätigkeiten oder die Beschäftigung von Hauspersonal, auf die die Regeln des Arbeitsrechts aber Anwendung finden.
Ein mittelbares Arbeitsverhältnis liegt vor, wenn ein Arbeitnehmer von einem Mittelsmann beschäftigt wird, der seinerseits selbst Arbeitnehmer eines Dritten ist und die Arbeit mit Wissen des Dritten unmittelbar für diesen geleistet wird.

## Arbeitsverhältnis und Beschäftigungsverhältnis
Verstoßen die Abreden eines Arbeitsvertrags nach Inhalt, Beweggrund oder Zwecksetzung gegen die guten Sitten, ist der Arbeitsvertrag gemäß § 138 Abs. 1 BGB nichtig. Dieses „fehlerhafte Arbeitsverhältnis“ liegt auch bei einem Verstoß gegen ein Verbotsgesetz nach § 134 BGB zugrunde. Das gilt insbesondere bei Vereinbarung einer Arbeitsleistung, mit der gegen allgemeine Strafgesetze verstoßen werden soll. Während das Arbeitsrecht sittenwidrige oder verbotswidrige Arbeitsinhalte nicht hinnehmen darf, ist das sozialrechtliche Beschäftigungsverhältnis wertneutral, denn das Bundessozialgericht (BSG) entschied im August 2000, dass sittenwidrige Tätigkeit ein Beschäftigungsverhältnis begründen und daher zur Versicherungspflicht führen kann. Einer der wesentlichen Unterschiede zwischen Arbeits- und Beschäftigungsverhältnis ist daher der Arbeitsinhalt.